# Harderbahn

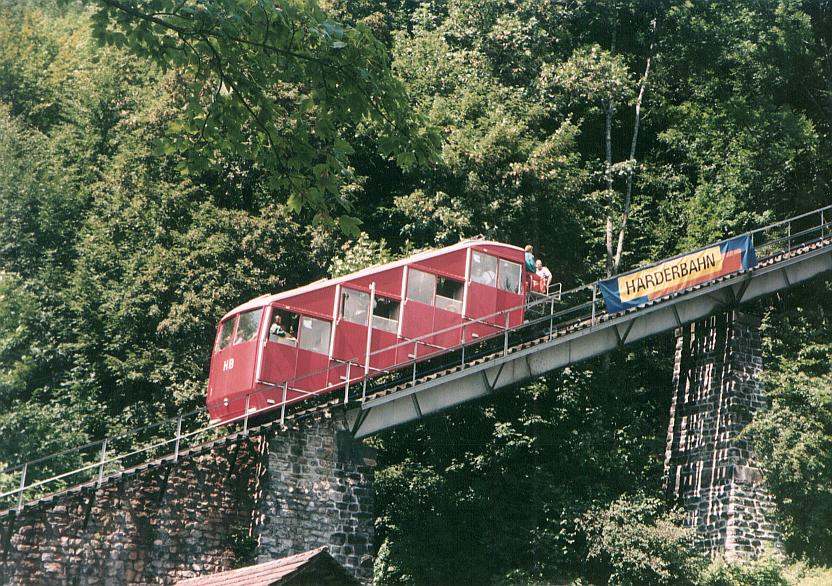
Původní kabina lanovky

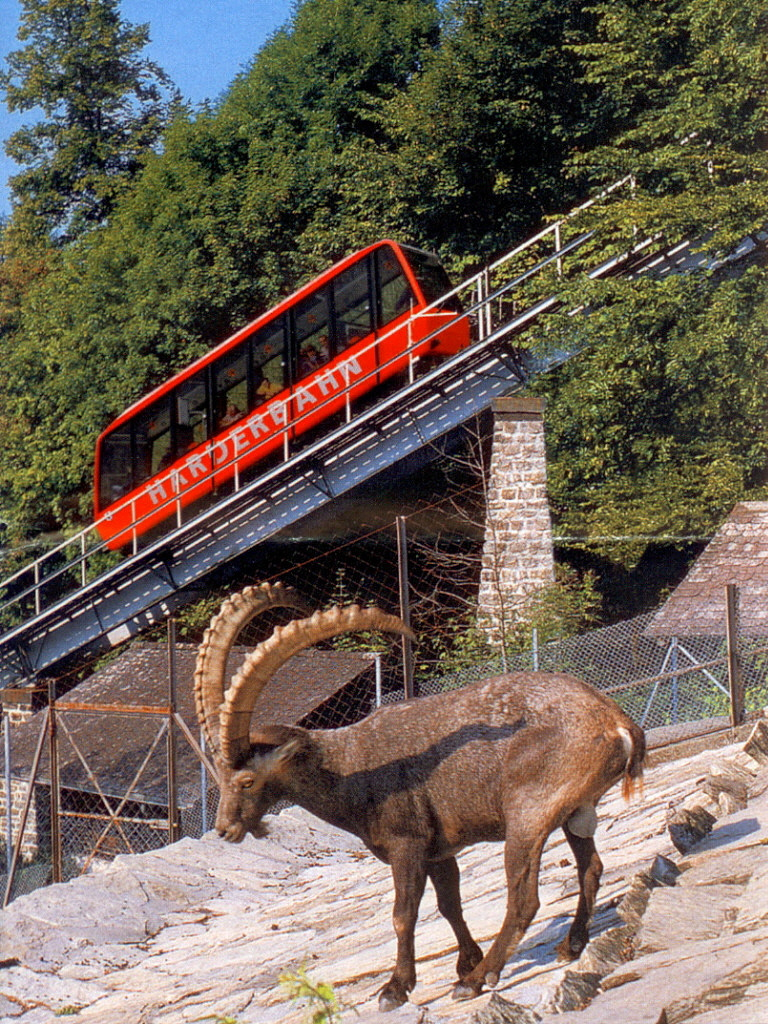
Nová kabina lanovky

Harderbahn (HB) je pozemní lanovka spojující Interlaken s vrcholem Harder Kulm v kantonu Bern, ve Švýcarsku. Původně samostatná dopravní společnost je v současné době členem Jungfraubahnen Holding AG.
Lanovka má pouze turistický význam a jejím účelem je doprava turistů k vrcholu Halder Kulm, kde je vyhlídka a restaurace. Trať lanovky je vedena tak, aby co nejméně zasahovala do krajiny, profil tratě opisuje kvadrantu, což je pro pozemní lanovky méně obvyklé[zdroj⁠?!].
Lanovka byla v provozu bez větších potíží až do 9. srpna 2007, kdy došlo k sesuvu půdy. Byla poškozena trať lanovky a kabina v dolní stanici. Po opravě trati byl obnoven provoz 22. září 2007, ale pouze s jednou kabinou pro cestující, poškozená kabina sloužila pouze jako protizávaží. Od 13. března 2008 jezdí lanovka v plném provozu s novými kabinami.

## Historie
| 10. | října  | 1890 | … | Dr. Fritz Michel obdržel licenci na vybudování lanovky.                                              |
| 31. | srpna  | 1905 |   | Založení společnosti lanovky Interlaken - Harder, presidentem společnosti se stává Ernest Chavannes. |
|     | podzim | 1905 |   | Zahájená výstavby lanovky.                                                                           |
| 15. | května | 1908 |   | Zahájení provozu.                                                                                    |
|     |        | 1913 |   | Otevření parku alpské přírody poblíž tratě (Alpenwildparks).                                         |
|     |        | 1966 |   | Provedena technická modernizace lanovky a výměna kabin od firmy Carrossiere Gangloff AG Bern         |
|     |        | 1990 |   | Zahájení zimního provozu při nízké sněhové pokrývce.                                                 |
| 1.  | dubna  | 1997 |   | Výměna tažných lan.                                                                                  |
| 9.  | srpna  | 2007 |   | Sesuv půdy, poškození tratě a kabiny.                                                                |
| 22. | září   | 2007 |   | Obnovení provozu s jednou kabinou.                                                                   |
| 13. | března | 2008 |   | Zprovoznění nových kabin od firmy Gongloff Cabins AG Bern                                            |

## Technická data
| Systém:                        |  | osobní                     |
| Typ:                           |  | kabinová                   |
| Provoz:                        |  | kyvadlový, obousměrný      |
| Počet kabin:                   |  | 2                          |
| Počet osob:                    |  | 65 os./kabina              |
| Přepravní kapacita:            |  | neuvedeno os./hod.         |
| Perioda jízdy:                 |  | neuvedeno min.             |
| Doba jízdy:                    |  | 8 min.                     |
| Rozchod:                       |  | 1000 mm                    |
| Provozní délka:                |  | 1435 m                     |
| Celková délka:                 |  | 1447 m                     |
| Rychlost:                      |  | neuvedeno km/h             |
| Maximální sklon:               |  | 640 ‰                      |
| Minimální sklon:               |  | neuvedeno ‰                |
| Horní stanice:                 |  | 1322 m n. m. (Harder Kulm) |
| Mezi stanice:                  |  | není m n. m.               |
| Dolní stanice bod:             |  | 567 m n. m. (Interlaken)   |
| Převýšení:                     |  | 755 m                      |
| Počet mostů:                   |  | 7                          |
| Celková délka mostů:           |  | 293 m                      |
| Počet tunelů:                  |  | 0                          |
| Počet galerií:                 |  | 0                          |
| Napájení:                      |  | 3 × 400 Vac                |
| Výkon hl. motoru:              |  | neuvedeno kW               |
| Výkon. zálož. mot.:            |  | neuvedeno kW               |
| Tažné lano:                    |  | Ø neuvedeno mm             |
| Zatížení lana v horní stanici: |  | neuvedeno kN               |
| Zatížení lana v dolní stanici: |  | neuvedeno kN               |